# Xian de Tongjiang (Sichuan)
Pour les articles homonymes, voir Tongjiang.
Le xian de Tongjiang (通江县 ; pinyin : Tōngjiāng Xiàn) est un district administratif de la province du Sichuan en Chine. Il est placé sous la juridiction de la ville-préfecture de Bazhong.

## Démographie
La population du district était de 703 070 habitants en 1999.